# 于家村 (章丘市)
于家村，中华人民共和国山东省济南市章丘市高官寨镇所辖的一个行政村。全行政村人口188户、759人。耕地面积1659亩。行政区划代码370181114216。